# Central Ohio Film Critics Association Awards
 (janvier 2021).
Si vous disposez d'ouvrages ou d'articles de référence ou si vous connaissez des sites web de qualité traitant du thème abordé ici, merci de compléter l'article en donnant les références utiles à sa vérifiabilité et en les liant à la section « Notes et références ».
La Central Ohio Film Critics Association (COFCA) est une association américaine de critiques de cinéma, basée dans l'Ohio, aux États-Unis et fondée en 2003.
Elle remet chaque année les Central Ohio Film Critics Association Awards (COFCA Awards), qui récompensent les meilleurs films de l'année précédente.

## Catégories de récompense
- Meilleur film
- Meilleur réalisateur
- Meilleur acteur
- Meilleure actrice
- Meilleur acteur dans un second rôle
- Meilleure actrice dans un second rôle
- Meilleure distribution
- Acteur de l'année
- Artiste le plus prometteur
- Meilleur scénario original
- Meilleur scénario adapté
- Meilleure photographie
- Meilleure musique de film
- Meilleur film en langue étrangère
- Meilleur film d'animation
- Meilleur film documentaire
- Meilleur film passé inaperçu